# الجدول الزمني لسباق الفضاء
يوضح هذا الجدول الزمني مجموعة من الإنجازات والإخفاقات الكارثية في رحلات الفضاء السوفيتية والولايات المتحدة، التي امتدت خلال حقبة الحرب الباردة من المنافسة القومية المعروفة باسم سباق الفضاء. في 29 يوليو 1955 أعلنت الولايات المتحدة عن عزمها على إطلاق قمر صناعي خلال السنة الجيوفيزيائية الدولية (1 يوليو 1957 إلى 31 ديسمبر 1958). بعدها بأربعة أيام، أعلن الاتحاد السوفيتي عن عزمه على فعل الشيء نفسه. بعد أول مهمة مأهولة متعددة الجنسيات في يوليو 1975، استمرت المنافسة في الوجود لكنها انتقلت بشدة من حالة المنافسة الشديدة إلى حالة التعاون من خلال تفكك الاتحاد السوفيتي ونهاية الحرب الباردة في 26 ديسمبر 1991.

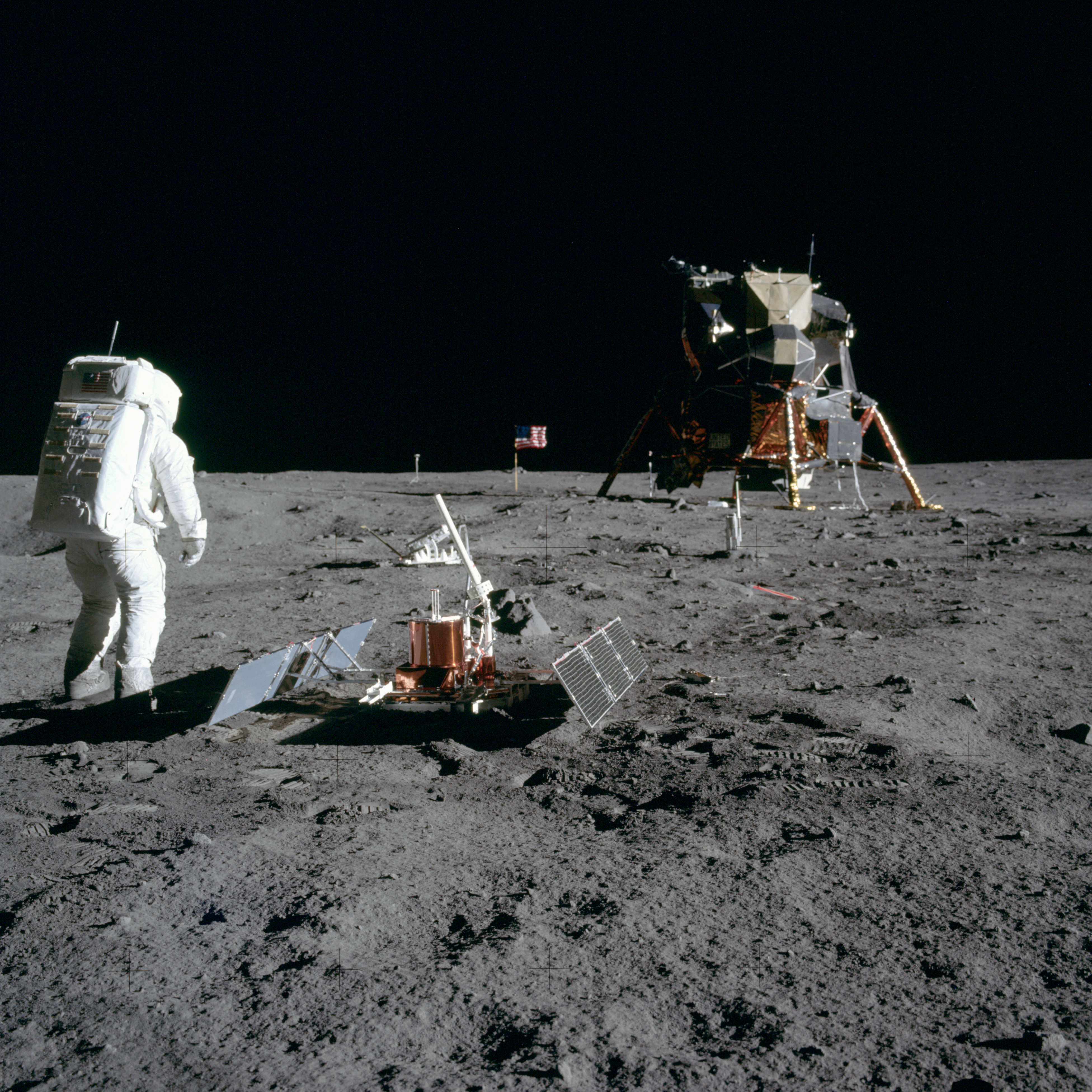
أصبح رائدا الفضاء الأمريكيان باز ألدرين ونيل أرمسترونج (خلف الكاميرا) أول بشر يهبطون على سطح القمر في 20 يوليو 1969.

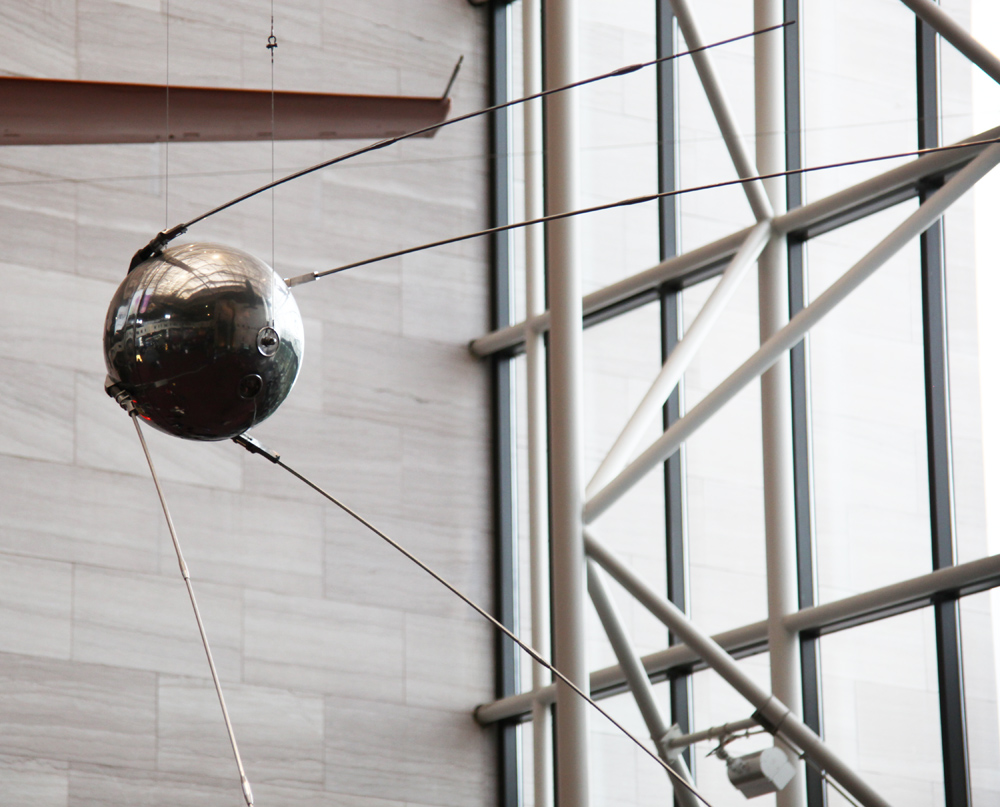
أطلق الاتحاد السوفيتي أول قمر صناعي سبوتنيك 1 (نسخة طبق الأصل) في أكتوبر 1957

## 1957–1960
| التاريخ         | الحدث                                                                                                  | بعثة الاتحاد السوفيتي | بعثة الولايات المتحدة                                                |
| --------------- | --- | --------------------- | -------------------------------------------------------------------- |
| 21 أغسطس 1957   | اول صاروخ باليستي عابر للقارات, تعمل بكامل طاقتها.                                                     | R-7 سيميوركا          |                                                                      |
| 4 أكتوبر 1957   | اول قمر صناعي, أول إشارة من الفضاء.                                                                    | سبوتنيك 1             |                                                                      |
| 3 نوفمبر 1957   | اول كلب في المدار (لايكا)                                                                              | سبوتنيك 2             |                                                                      |
| 17 ديسيمبر 1957 | اول صاروخ باليستي عابر للقارات أمريكي (ICBM)                                                           |                       | صاروخ أطلس SM-65A                                                    |
| 13 يناير 1958   | أول قمر صناعي أمريكي يقوم بالكشف عن أحزمة فان ألين الإشعاعية                                           |                       | إكسبلورر 1 وكالة الصواريخ الباليستية التابعة للجيش الامريكي          |
| 17 مايو 1958    | أول قمر صناعي يعمل ب الطاقة الشمسية                                                                    | لونا 1                | فانغارد1 (مختبر الابحاث البحرية الامريكية)                           |
| 18 ديسيمبر 1958 | أول قمر صناعي للاتصالات                                                                                |                       | القمر الصناعي SCORE وكالة الصواريخ الباليستية التابعة للجيش الامريكي |
| يناير 1959, 2   | إعادة تشغيل أول محرك صاروخي في مدار حول الأرض أول مركبة فضائية على سطح القمر أول اكتشاف للرياح الشمسية |                       |                                                                      |
| يناير 1959 ,4   | أول جسيم من صنع الإنسان حول مدار الشمس                                                                 | لونا 1                |                                                                      |
| فبراير 1959 ,17 | أول قمر صناعي للطقس                                                                                    |                       | فانجارد 2-ناسا (مختبر الابحاث البحرية الامريكية)                     |
| فبراير 1959 ,28 | أول قمر صناعي في مدار قطبي                                                                             |                       | القمر الصناعي المكتشف 1-القوات الجوية الامريكية اربانت               |
| يونيو 1959 ,25  | أول قمر صناعي تجسسي يحمل كاميرا (فشل في الوصول إلى المدار)                                             |                       | القمر الصناعي المكتشف 4- القوات الجوية الامريكية اربانت              |
| اغسطس 1959 ,7   | أول صورة للأرض من المدار                                                                               |                       | القمر الصناعي المكتشف 6- ناسا                                        |
| سبتمبر 14, 1959 | اصطدام أول جرم سماوي آخر (القمر)                                                                       | لونا 2                |                                                                      |
| اكتوبر 1959, 7  | الصور الأولى للجانب البعيد من القمر                                                                    | لونا 3                |                                                                      |
| ابريل 1960 ,1   | أول قمر صناعي لتصوير الطقس المداري الأرضي المنخفض                                                      |                       | TIROS 1- ناسا                                                        |
| اغسطس 1960,11   | عودة أول قمر صناعي سليمًا من المدار                                                                     |                       | القمر الصناعيالمكتشف 13-القوات الجوية الامريكية                      |
| اغسطس 12, 1960  | أول قمر صناعي للاتصالات السلكية                                                                        |                       | مشروع صدى 1A- ناسا                                                   |
| اغسطس 18, 1960  | أول استرداد ناجح لفيلم من قمر صناعي في مدار أول انتعاش جوي لجسم عائد من مدار حول الأرض                 |                       | القمر الصناعي المكتشف 14 -القوات الجوية الأمريكية / اربانت           |
| اغسطس 19, 1960  | عودة أولى الحيوانات والنباتات من الفضاء (بيلكا وستريلكا)                                               | سبوتنك 5              |                                                                      |

تم نقل مشروع فانغارد 1 من (مختبر الابحاث البحرية الامريكية) إلى وكالة ناسا مباشرة قبل الإطلاق.

## 1961–1969
| التاريخ             | الحدث | بعثة الاتحاد السوفيتي                                | بعثة الامم المتحدة الامريكية          |
| ------------------- | --- | ---------------------------------------------------- | ------------------------------------- |
| يناير 31, 1961      | أول حيوان هام (شمبانزي) في الفضاء |                                                      | ميركوري ريدستون 2                     |
| 12, 1961 فبراير     | الإطلاق الأول من مدار الأرض في المرحلة العليا إلى مدار حول مركزية الشمس أول تصحيحات لمنتصف المسار أول ثبات للدوران                                             | فيرنا 1                                              |                                       |
| ابريل 12, 1961      | أول رحلة فضاء بشرية (يوري جاجارين) أول رحلة مدارية لمركبة مأهولة                                                                                               | فوستوك 1                                             |                                       |
| مايو 5, 1961        | أول رحلة فضائية يقودها الطيار (آلان شيبرد) أول مهمة فضاء بشرية هبطت مع طيار لا يزال في مركبة فضائية أول رحلة فضاء بشرية كاملة حسب تعريف الاتحاد الدولي للطيران |                                                      | فريدوم 7                              |
| مايو 19, 1961       | أول تحليق كوكبي (فينوس) | فينيرا 1                                             |                                       |
| اغسطس 6, 1961       | أول مهمة مأهولة تستمر ليوم كامل. | فوستوك 2 غيرمان تيتوف                                |                                       |
| فبراير 20, 1962     | أول أمريكي في المدار (جون غلين) |                                                      | فريندشيب 7                            |
| مارس 7, 1962        | أول مرصد شمسي مداري |                                                      | مرصد المدار الشمسي- ناسا              |
| ابريل 26, 1962      | .أول مركبة فضائية تصطدم بالجانب البعيد من القمر |                                                      | رانجر 4- ناسا                         |
| ابريل 26, 1962      | أول قمر صناعي في مدار من صنع دولة غير عظمى (أطلقته الولايات المتحدة)                                                                                           | المملكة المتحدة —ايريل 1                             | المملكة المتحدة —ايريل 1              |
| يوليو 10, 1962      | أول قمر صناعي للاتصالات اللاسلكية |                                                      | تيلستار -التليفون والتلغراف الأمريكي  |
| اغسطس 12, 1962      | أول رحلة فضائية بطاقم مزدوج أول اتصال لاسلكي من مركبة فضائية إلى مركبة فضائية أول رحلة متزامنة لمركبة فضائية مأهولة                                            | فوستوك 3 / فوستوك 4، أندريان نيكولايف بافيل بوبوفيتش |                                       |
| ديسيمبر 14, 1962    | أول تحليق كوكبي من قبل بعثة أمريكية (فينوس) |                                                      | مارينر 2 - ناسا                       |
| يونيو 16, 1963      | أول امرأة في الفضاء (فالنتينا تيريشكوفا) وأول مدني في الفضاء                                                                                                   | فوستوك 6                                             |                                       |
| يونيو 19, 1963      | سجل رحلات الفضاء البشرية لمدة خمسة أيام | فوستوك 5                                             |                                       |
| يوليو 19, 1963      | أول مركبة فضائية تجريبية قابلة لإعادة الاستخدام وأول طائرة فضائية (X-15 ، شبه مدارية)                                                                          |                                                      | X-15 Flight 90-ناسا                   |
| يوليو 26, 1963      | أول قمر صناعي متزامن مع الأرض |                                                      | سينكوم 2 - ناسا                       |
| ديسيمبر 5, 1963     | أول نظام ملاحة عبر الأقمار الصناعية |                                                      | القمر الصناعي -بحرية الولايات المتحدة |
| اغسطس 19, 1964      | أول قمر صناعي ثابت بالنسبة للأرض |                                                      | سينكوم 3 - ناسا                       |
| اكتوبر 12, 1964     | اول طاقم متعدد الأشخاص (3) | فوسخود 1                                             |                                       |
| مارس 18, 1965       | أول نشاط خارج المركبة ("مشي الفضاء") | فوسخود 2                                             |                                       |
| مارس 23, 1965       | أول تغيير في مدار مركبة فضائية تجريبية |                                                      | الجوزاء 3 - ناسا                      |
| يونيو 3, 1965       | أول مشي في الفضاء بواسطة أميركي |                                                      | الجوزاء 4 - ناسا                      |
| يوايو 14, 1965      | أول رحلة طيران إلى المريخ |                                                      | مارينر 4- ناسا                        |
| اغسطس t 29, 1965    | سجل رحلات الفضاء البشرية لمدة ثمانية أيام |                                                      | الحوزاء 5 - ناسا                      |
| نوفمبر 26, 1965     | أول قمر صناعي أطلقته قوة غير عظمى | France — أستيريكس                                    | France — أستيريكس                     |
| ديسيمبر 15, 1965    | الموعد المداري الأول (حفظ المحطة، عدم الالتحام) 2 |                                                      | الجوزاء 6 الجوزاء 7 - ناسا            |
| ديسيمبر 18, 1965    | سجل رحلات الفضاء البشرية لمدة 14 يومًا |                                                      | الجوزاء 7 - ناسا                      |
| فبراير 3, 1966      | أول هبوط ناعم على جرم سماوي آخر (القمر) الصور الأولى من جرم سماوي آخر                                                                                          | لونا 9                                               |                                       |
| مارس 1, 1966        | الاصطدام الأول بكوكب آخر (الزهرة) | فينيرا 3                                             |                                       |
| مارس 16, 1966       | لالتحام الأول لمركبة فضائية |                                                      | الجوزاء 8 / مركبة آغينا الهدف ‏- ناسا  |
| ابريل 3, 1966       | أول قمر صناعي يدور حول جرم سماوي آخر: القمر | لونا 10                                              |                                       |
| سبتمبر 12, 1966     | ول موعد للصعود المباشر في المدار الأول سجل أعلى ذروة، 1,374 كيلومتر (854 ميل) ، لتوجيه مدار الأرض                                                              |                                                      | الجوزاء 11 /مركبة آغينا الهدف ‏- ناسا  |
| دنوفمبر 12–14, 1966 | أول 5.5 ساعة من النشاط خارج المركبة أول عرض عملي لقدرة العمل                                                                                                   |                                                      | الجوزاء 12 - ناسا                     |
| يناير 27, 1967      | حريق الكابينة الأول، أثناء الاختبار الأرضي ؛ ووفاة الطاقم بأكمله                                                                                               |                                                      | ابولو 1                               |
| ابريل 24, 1967      | فشل الهبوط الأول في المظلة ؛ قتل الطيار | سويوز 1                                              |                                       |
| اكتوبر 30, 1967     | الالتحام الأول لمركبتين فضائيتين يتم التحكم فيهما عن بعد | كوزموس 186 / كوزموس                                  |                                       |
| سبتمبر 14-21, 1968  | أول حياة أرضية تغادر مدار الأرض ، لتسافر إلى القمر وتدور حوله، وأول مهمة قمرية بأشكال الحياة تعود بأمان إلى الارض                                              | زوند 5                                               |                                       |
| ديسيمبر 7, 1968     | أول مرصد مداري فوق بنفسجي |                                                      | مرصد فلكي مداري-ناسا                  |
| ديسيمبر 21, 1968    | اول رحلة فضائية مأهولة بالبشر إلى مدار حول جسم سماوي آخر: القمر أول رحلة فضائية بشرية تدخل تأثير الجاذبية لجرم سماوي اخر                                       |                                                      | ابولو 8 - ناسا                        |
| يناير 16, 1969      | أول تبادل للطاقم في الفضاء الالتحام الأول لمركبتين فضائيتين مأهولتين                                                                                           | سويوز 4 سويوز 5                                      |                                       |
| يوليو 20, 1969      | أول صعود للبشر على القمر أول إطلاق فضائي من جرم سماوي آخر |                                                      | ابولو 11 - ناسا                       |
| نوفمبر 19, 1969     | أول هبوط تجريبي موجه بدقة على سطح القمر (موقع سيرفيور 3) |                                                      | ابولو 12 - ناسا                       |

زعم الاتحاد السوفيتي خطأ عبر أجهزته الحكومية برافدا أن موعدً الانطلاق لمركبتي فوستوك 3 وفوستوك 4سيكون في 12 أغسطس 1962. ومع ذلك، لم يكن لدى فوستوك أي توجيه أو قوة دفع للوصول في الموعد، ولم تقترب المركبتان. من خمسة كيلومترات من بعضها البعض، في مستويات مدارية مختلفة.

## 1970–1975
| التاريخ          | الحدث                                                                           | بعثة الاتحاد السوفيتي  | بعثة الولايات المتحدة      |
| ---------------- | ------------------------------------------------------------------------------- | ---------------------- | -------------------------- |
| ابريل 14, 1970   | أول انفجار على متن مركبة فضائية نجا الطاقم. (جيم لوفيل ، فريد هايس جون سويجيرت) |                        | ابولو 13 - ناسا            |
| سبتمبر 24, 1970  | أول عينة آلية تعود من جرم سماوي آخر: القمر                                      | لونا 16                |                            |
| نوفمبر 23, 1970  | اول مركبة متحركة يتم التحكم فيها عن بعد على جرم سماوي آخر: القمر                | لونخد 1                |                            |
| ديسيمبر 12, 1970 | أول مرصد مداري للأشعة السينية                                                   |                        | Uhuru (satellite)-ناسا     |
| ديسيمبر15, 1970  | أول هبوط على كوكب آخر (الزهرة) الإشارات الأولى من طائرة أخرى                    | فينيرا 7               |                            |
| ابريل 19, 1971   | إطلاق أول محطة فضائية مأهولة                                                    | ساليوت 1               |                            |
| June 29, 1971    | أول مرصد مداري مأهول من قبل الإنسان (أوريون 1) سجل الفضاء المأهول لمدة 23 يومًا  | سويز 11 / ساليوت 1     |                            |
| يونيو 29, 1971   | الوفيات الأولى في الفضاء بسبب خفض الضغط في المقصورة                             | سويز 11                |                            |
| يوليو 31, 1971   | أول مركبة قمرية متنقلة يقودها بشر على سطح القمر                                 |                        | ابولو 15 - ناسا            |
| اغسطس 5, 1971    | أول سير في الفضاء في الفضاء السحيق                                              |                        | ابولو 15 - ناسا            |
| نوفمبر 14, 1971  | أول مركبة فضائية تدور حول كوكب آخر: المريخ                                      |                        | مارينير9 - ناسا            |
| نوفمبر 27, 1971  | أول اصطدام بالمريخ                                                              | مارس 2                 |                            |
| ديسيمبر 2, 1971  | أول هبوط سلس على المريخ الإشارات الأولى من سطح المريخ                           | مارس 3                 |                            |
| مارس 3, 1972     | تم إرسال أول جسم من صنع الإنسان على مسار الهروب بعيدًا عن الشمس                  |                        | بيونير 10 - ناسا           |
| يوليو 15, 1972   | أول مهمة لدخول حزام الكويكبات ومغادرة النظام الشمسي الداخلي                     |                        | بويونير 10 - ناسا          |
| نوفمبر 9, 1972   | اول ساتلايت محلي يعمل تجارياً في مدار ثابت بالنسبة للأرض                         | كندا — Anik A1-Telesat | كندا — Anik A1-Telesat     |
| نوفمبر 15, 1972  | أول مرصد مداري لأشعة غاما                                                       |                        | SAS-2-ناسا                 |
| مايو 25, 1973    | سجل فضائي مأهول لمدة 28 يومًا                                                    |                        | سكايلاب 2 - ناسا           |
| يوليو 28, 1973   | 56 يومًا من السجل الفضائي المأهول                                                |                        | سكايلاب 3 - ناسا           |
| نوفمبر 16, 1973  | 84 يومًا من سجل الفضاء المأهول بالبشر                                            |                        | سكايلاب 4 - ناسا           |
| ديسيمبر 3, 1973  | اول طيران على كوكب المشتري                                                      |                        | بيونير 10 - ناسا           |
| فبراير 5, 1974   | أول مساعدة جاذبية كوكبية إلى (الزهرة)                                           |                        | مارينر 10 - ناسا           |
| مارس 29, 1974    | أول رحلة طيران إلى عطارد                                                        |                        | مارينر 10 - ناسا           |
| مايو 1974        | تتسبب حالات فشل N-1 في قيام الاتحاد السوفيتي بإلغاء برنامج N-1                  | N-1/Soyuz 7K-L3        |                            |
| يوليو J15,1975   | أول مهمة متعددة الجنسيات مأهولة                                                 | سويز 19                | مشروع أبولو-سويوز التجريبي |

## 1976–1991
| التاريخ          | الحدث | بعثة الاتحاد السوفيتي | بعثة الولايات المتحدة     |
| ---------------- | --- | --------------------- | ------------------------- |
| اغسطس 12, 1977   | أول رحلة تجريبية للاقتراب والهبوط لمكوك الفضاء أوربيتل                                                     |                       | اختبارات الاقتراب والهبوط |
| ابريل 12, 1981   | أول اختبار مداري يطير المكوك الفضائي                                                                       |                       | إس تي إس-1                |
| نوفمبر 12, 1981  | أول رحلة لـ Space lab على مكوك الفضاء                                                                      |                       | STS-2                     |
| نوفمبر 10, 1985  | أول رحلة تجريبية لاقتراب الهبوط، وهبوط لمكوك بوران                                                         | أو كا-جي آل أي        |                           |
| يناير 28, 1986   | خسارة مكوك الفضاء تشالنجر ؛ وفاة الطاقم بأكمله عند الإطلاق                                                 |                       | STS-51-L                  |
| فبراير 19, 1986  | بدء التجميع المداري لمحطة الفضاء مير: إطلاق الوحدة الأولى                                                  | وحدة مير الأساسية     |                           |
| ديسيمبر 10, 1986 | أول رحلة جوية تجريبية لاقتراب وهبوط آلي لمركبة بوران                                                       |                       |                           |
| مايو 15, 1987    | أول مركبة إطلاق سوفييتية ناجحة للرفع الثقيل ؛ أول صاروخ سوفيتي سائل للوقود الهيدروجيني                     | بوليوس - انرجيا       |                           |
| نوفمبر 15, 1988  | رحلة مدارية آلية لبوران مع مركبة الإطلاق                                                                   | انرجيا - بوران        |                           |
| ديسيمبر 31, 1991 | الأمم المتحدة تقبل استبدال الاتحاد السوفياتي بالاتحاد الروسي تم إلغاء برامج انرجيا وبوران بسبب نقص الاموال |                       |                           |

## تعرف أيضا على
- اكتشاف واستكشاف النظام الشمسي
- قائمة الأقمار الصناعية للاتصالات
- الجدول الزمني للسفر إلى الفضاء حسب الجنسية
- التسلسل الزمني للأقمار الصناعية والمسابر الفضائية